# Гранулированный шлак

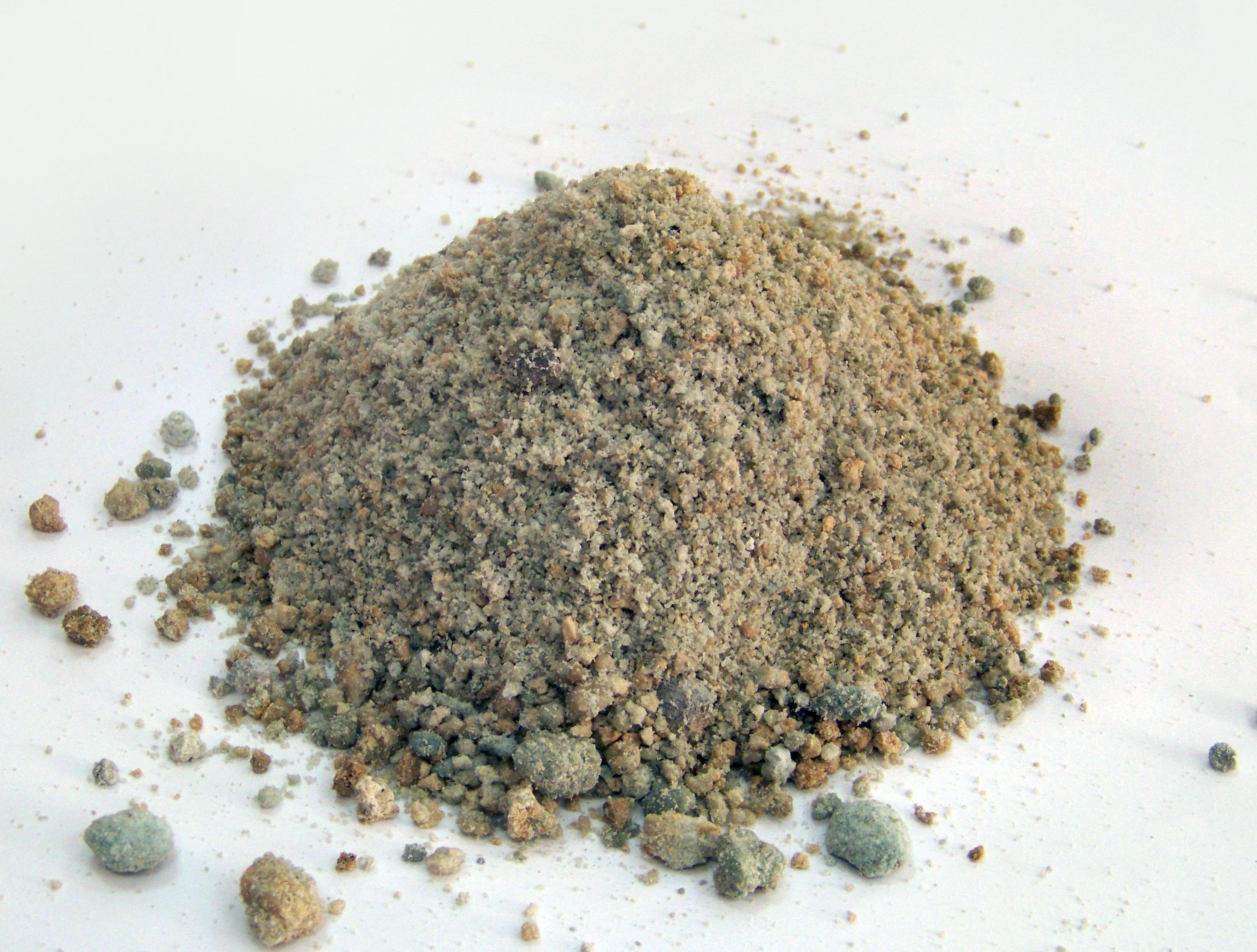
Гранулированный шлак

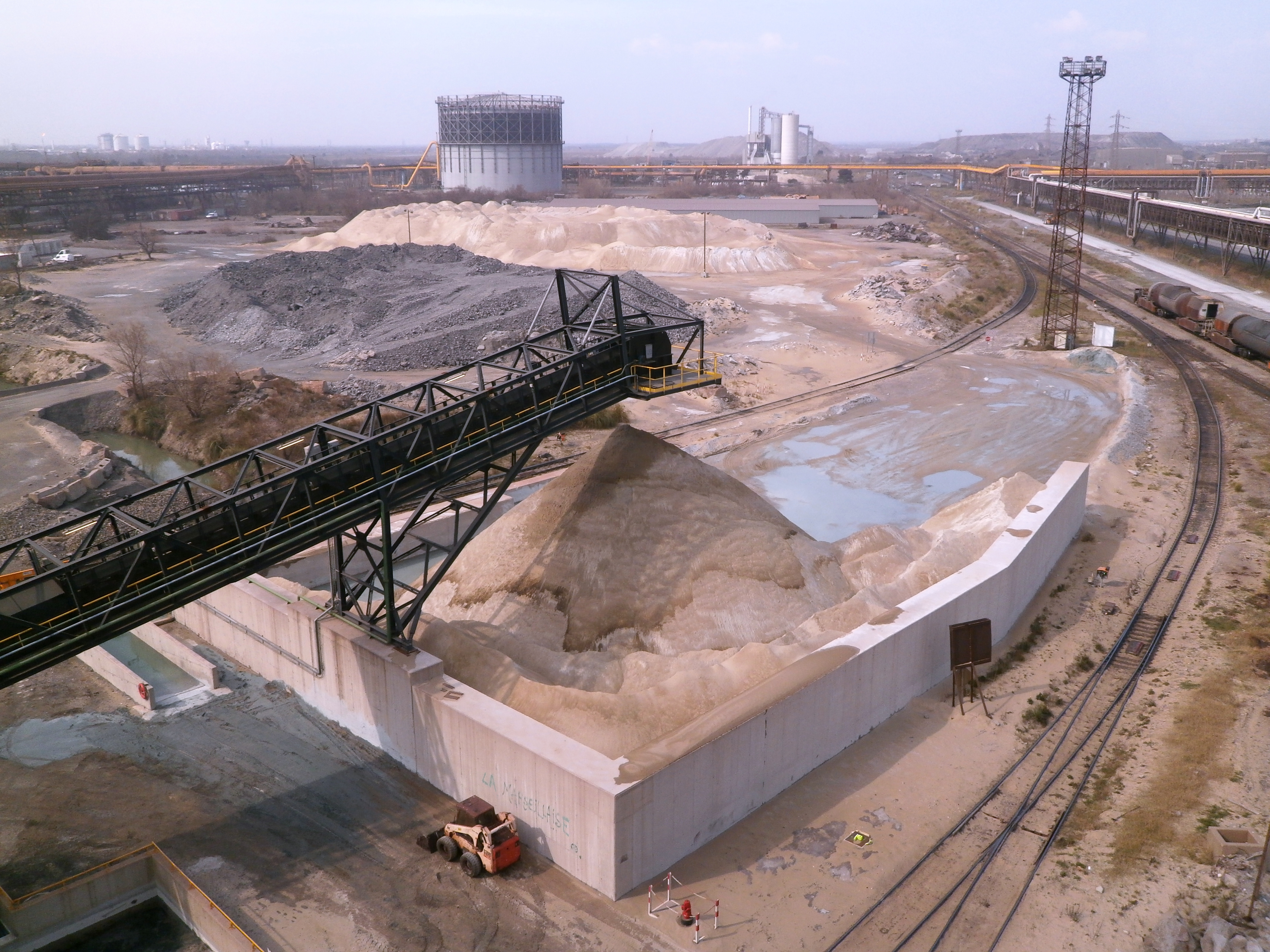
Конус граншлака (желтого цвета), произведенного на установке грануляции шлака на металлургическом заводе в Фос-сюр-Мер. На втором плане — конус отвального шлака (серого цвета). Имея абсолютно одинаковый химический состав, граншлак и отвальный шлак отличаются способом охлаждения шлака при их производстве и поэтому — физическими свойствами

Гранули́рованый шлак, или граншла́к — мелкофракционный (<10 мм) сыпучий многокомпонентный материал, преимущественно стекловидный, получаемый быстрым охлаждением водой жидкого горячего шлака, образованного, например, во время выплавки чугуна в доменной печи или конвертере.
Имеет хорошие вяжущие свойства. Используется, например, при производстве цемента как активная минеральная добавка. Кроме того, из граншлака производят молотый гранулированный шлак, который используется для производства бетона.

## История

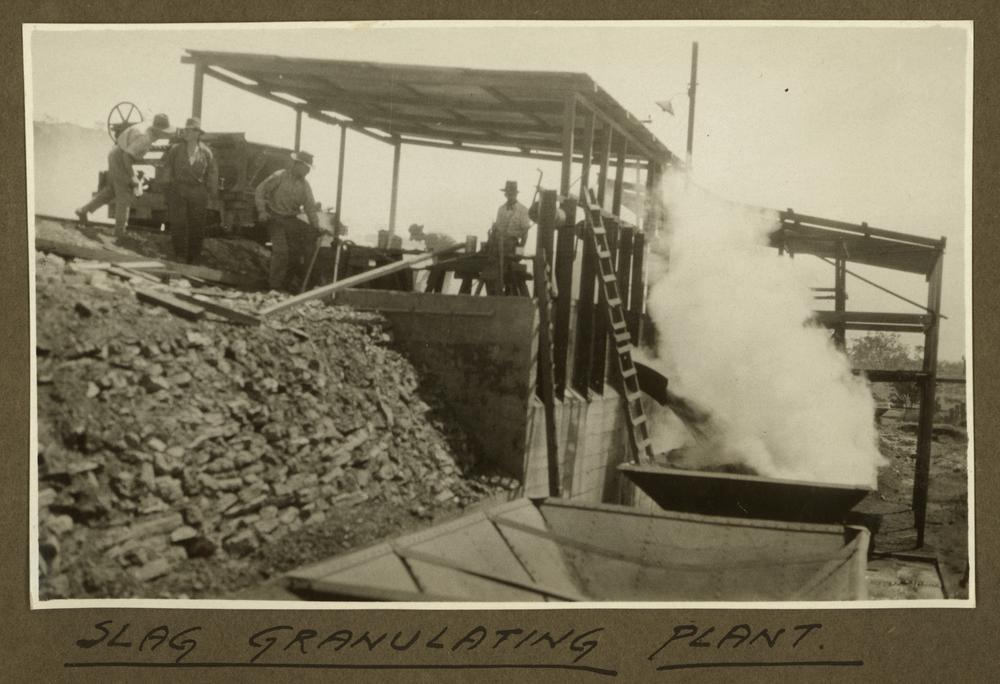
Установка для производства граншлака в Австралии в 1930-х годах

Шлак исторически был побочным продуктом металлургического производства. Доменные печи на рубеже XIX и XX веков выплавляли примерно 1 т шлака на 1 т чугуна. Большое количество шлака всегда вызывало проблему его утилизации. Он преимущественно вывозился в отвалы, где и накапливался. В настоящее время (2017), благодаря развитию обогащения железных руд выход доменного шлака составляет 200—500 кг на 1 т чугуна.
Первое коммерческое использование гранулированного шлака относится примерно к 1859 году, когда его начали применять для производства кирпича. В второй половине 19 века были открыты вяжущие свойства граншлака и в конце 19 века он впервые был использован при производстве цемента. С конца 1950-х годов из доменного граншлака начали изготавливать молотый гранулированный шлак, который начали широко использовать в производстве бетонов в смеси с портландцементом.

## Свойства
Доменный гранулированный шлак представляет собой мелкозернистый сыпучий материал в виде стекловидных или кристаллических гранул со средним размером 2—8 мм. По своему виду напоминает песок. Плотность шлака, в зависимости от состава, составляет 2,8—3 г/см3.

## Получение

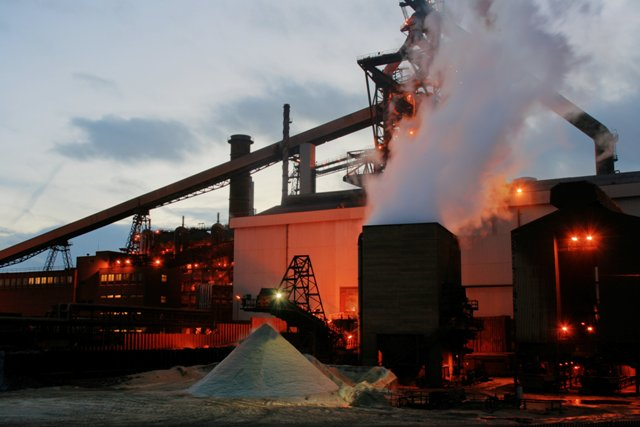
Установка припечной грануляции шлака на одной из доменных печей завода Рэдкар, Англия

Гранулированный доменный шлак получают из жидкого горячего доменного шлака быстрым охлаждением в струе воды. Шлак, из которого изготавливают граншлак, является побочным продуктом доменной плавки и состоит в основном из пустой породы железной руды.
Во время выпуска продуктов плавки из доменной печи выходят жидкий чугун и шлак. Жидкий шлак по шлаковому жёлобу устремляется к шлаковозу и дальше — до установки грануляции шлака, которая может находиться на расстоянии нескольких километров от печи. На многих доменных печах существуют установки припечной грануляции шлака, которые устанавливаются непосредственно у печи. В этом случае шлаковозы не используются, жидкий шлак стекает к установке и подвергается грануляции у печи.
Выход шлака на современной доменной печи составляет 200—500 кг на 1 т чугуна. Доменная печь большого объёма выплавляет 8000—12000 т чугуна в сутки, поэтому годовой выход шлака на такой печи составляет более 1 млн тонн. Поскольку мировое производство доменного чугуна составляет около 1,1 млрд т в год, то годовое мировое производство шлака может оцениваться в несколько сотен миллионов тонн. Далеко не все шлаки подвергаются грануляции, часть его используется иным способом, например, охлаждается без воды, в результате чего получают отвальный шлак.
Выделяют три способа грануляции: мокрый, полусухой и сухой. Наиболее широко используется мокрая грануляция.

### Мокрая грануляция
Мокрая грануляции основана на сливе жидкого шлака в воду. Быстро охлаждаясь, шлак превращается в зерна (гранулы). Для грануляции используют специальные бассейны, заполненные водой, с одной стороны которого проходит железная дорога для шлаковозов, а с другой — два пути для железнодорожных вагонов, в которые загружают гранулированный шлак. Для перегрузки гранулированного шлака в вагоны грануляционный бассейн перекрыт мостовым или козловым краном. При мокрой грануляции получаемый граншлак имеет влажность 15—30 %. Высокая влажность шлака увеличивает затраты на его перевозку и сушку.

### Полусухая грануляция
Полусухой способ заключается в грануляции жидкого шлака небольшим количеством воды при одновременном механическом измельчении. При этом способе получаются гранулы, содержащие значительно меньше влаги, чем при мокрой грануляции. Полусухая грануляции осуществляется в барабанных агрегатах, гидрожёлобных и гидроударных установках. При полусухой грануляции образуется продукт, содержащий 6—10 % влаги. Наиболее эффективно гидрожёлобное гранулирование, пригодное для гранулирования шлаков различной основности.

#### Установки барабанной грануляции
На барабанных установках жидкий шлак из шлакового ковша сливается по лотку в приёмную ванну, в которой улавливается чугун, если он попал в ковш. Ванна устанавливается на тележке и в случае закозлення (накопление и застывание в ней чугуна) может быть заменена резервной. Из приемной ванны шлак через сливной носок попадает на барабан. На носок подается вода, вызывает вспенивание и частичное гранулирование шлака. При попадании на лопатки вращающегося барабана шлак разбивается и дополнительно дробится в пароводяной среде, образующейся вокруг барабана. Гранулированный шлак откидывается барабаном на значительное расстояние. В воздухе гранулы охлаждаются и окончательно твердеют. После грануляции шлак накапливается в виде кучи. Он перемешивается и с помощью скреперной лебедки подается в бункер, из которого загружается в железнодорожные вагоны.

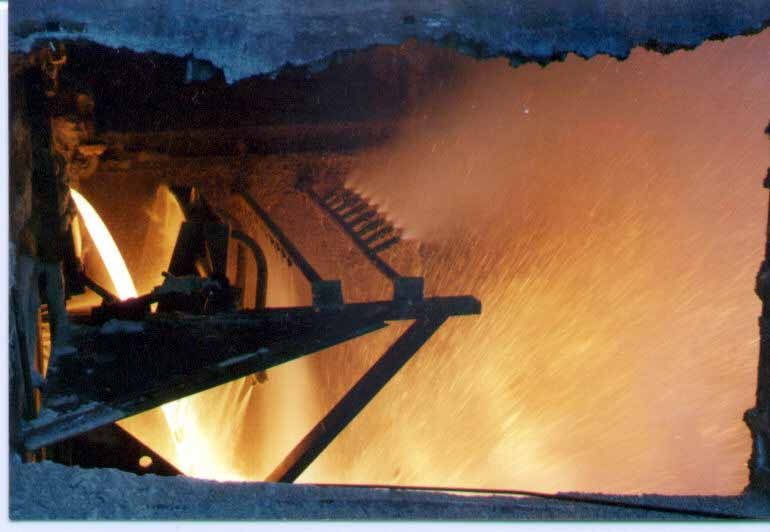
Заливание струи шлака водой
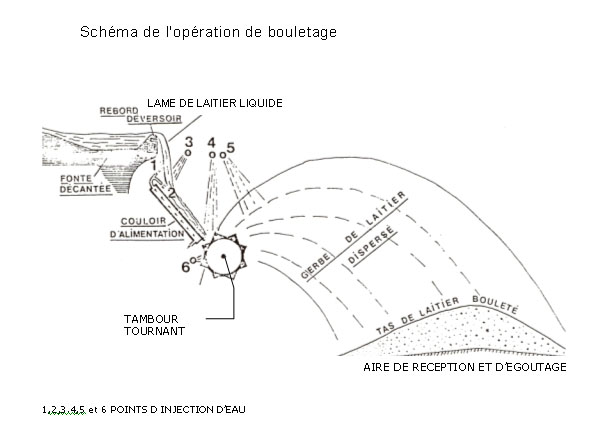
Схема части установки, в которой происходит грануляция
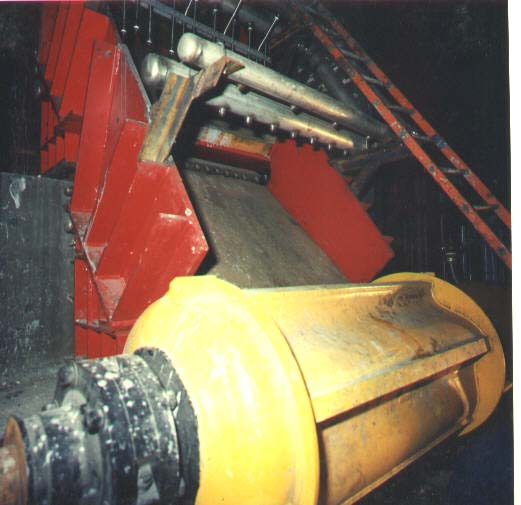
Барабан для механического дробления шлака

#### Гидроударные установки
В гидроударных установках шлак дробится с помощью гидромонитора. Жидкий шлак из шлакового ковша сливается в приемную ванну, из которой он направляется в жёлоб, на конце которого устанавливается дозирующее устройство. Равномерная струя шлака из жёлоба попадает на несколько сильных струй воды, выбрасываемых из отверстий гидромонитора. При этом шлак разбивается на отдельные частицы, которые быстро твердеют и выпадают из потока воды.

#### Гидрожёлобные установки
Гидрожёлобные установки отличаются от гидроударных тем, что шлак дробится под высоконапорными струями воды не на выходе из жёлоба, а непосредственно в стационарном герметичном жёлобе.

## Использование
Немолотый гранулированный доменный шлак, как правило, применяют при изготовлении цементов. Из него изготавливают также тротуарную плитку и шлаковую подстилку под неё.